# 도미사키촌
도미사키촌(富崎村)은 지바현 아와군에 일찍이 존재했던 촌이다. 현재의 다테야마시 남부에 해당한다.

## 지리
현재 다테야마시는 시 지역을 10개의 지구로 나누고 있으며 그 중 하나인 '도미사키 지구'가 구 도미사키촌 지역에 해당한다. 현대의 마을 이름으로는 메라(布良)・아이하마(相浜)에 해당한다.
1926년 기준으로 도미사키촌의 남측은 나가오촌, 동측 및 북측은 고베촌과 인접했다. 당시에는 마을을 누라와 아이하마 2구역으로 나누었다.

## 역사
- 1889년 4월 1일 - 정촌제 시행에 의해 아와군 도미사키촌이 성립하였다.
- 1954년 5월 3일 - 니시자키촌, 도요후사촌, 간베촌, 고코노에촌, 다테노촌과 함께 다테야마시에 편입해, 동일 도미사키촌은 폐지되었다.

## 경제
1888년에 작성된 분합조서(分合調書)에 따르면 어업이 주산업이었다고 한다. 메이지 시대에는 참치 연승어업으로 번영을 누렸다. 1926년의 『아와군지(安房郡誌)』에 따르면, 마을 주민의 대부분은 어업에 종사하고 있으며, 참치, 상어, 상어, 상어, 전갱이, 무로아지, 가자미 등이 주요 어획물이라고 한다.

## 문화
1904년 여름, 아오키 시게루는 친구이자 연인이었던 후쿠다 다네토와 함께 누라에 머물렀다. 이때 그린 작품이 아오키의 대표작으로 꼽히는 '해산물'이며, 1962년에 후라노에 아오키 시게루 기념비가 세워졌다.
아와절은 메이지 시대에 연승어업에 종사하는 어부들이 불렀던 노래로, 1993년에 후라노 어항 만구 부근에 이와절 기념비가 세워졌다.
2008년도에 TBS 사랑의 극장 40주년 기념 프로그램으로 방영된 TV 드라마 '러브레터'에서는 옛 마을 지역에서 무대인 쇼도시마 섬을 본뜬 로케가 진행되었으며, 후라노 어협, 아이하마 어협도 제작에 협력했다. 

## 관련링크
- 지바현 아와군 도미사키촌 (12B0020035) - 역사적 행정구역 데이터세트 베타 버전
- 아와개척 신화의 마을 -도미사키・고베-[깨진 링크(과거 내용 찾기)] - 다테야마 필드 뮤지엄(다테야마시립박물관)
- 신 지역전 vol.6 도미사키-바다와 함께 살아가는 사람들- 보관됨 2019-01-05 - 웨이백 머신 - 다테야마 필드 뮤지엄(다테야마 시립박물관)